# Digital First Media
MNG Enterprises, Inc., que opera como Digital First Media y MediaNews Group, es una editorial de periódicos con sede en Denver, Colorado propiedad de Alden Global Capital.

## Historia
MediaNews Group fue fundado por Richard Scudder y William Dean Singleton. Ambos tenían experiencia en la industria periodística estadounidense. Scudder dirigió el Newark Evening News, un periódico fundado por su abuelo. Singleton había comenzado su carrera como reportero cuando tenía 15 años, para un periódico de un pequeño pueblo de Texas y posteriormente se convirtió en presidente de Albritton Communications, un conglomerado de periódicos en Texas.
Con sede en Denver, Colorado, Scudder y Singleton compraron su primer periódico en 1983. Luego crearon MediaNews Group en 1985, con Singleton como CEO y Scudder como presidente. La compañía comenzó a comprar pequeños periódicos locales que sufrían problemas financieros. En 1987, la empresa realizó su primera adquisición importante: The Denver Post. Finalmente, se convirtió en una de las compañías de periódicos más grande de los Estados Unidos. Operaba 56 diarios en 12 estados, con una circulación combinada diaria y dominical de aproximadamente 2.4 millones y 2.7 millones, respectivamente. La empresa era propietaria de KTVA, una filial de CBS en Anchorage, Alaska, desde marzo de 2000 hasta octubre de 2012, y estaciones de radio en Texas.

## Periódicos

### Periódicos diarios
Los periódicos diarios propiedad de MediaNews, alfabéticamente por estado y ciudad natal, incluyen:
| - Alameda Times-Star de Alameda, California - Boston Herald de Boston, Massachusetts - Brush News-Tribune de Brush, Colorado - Chico Enterprise Record de Chico, California - Contra Costa Times de Walnut Creek, California - The Daily Breeze de Torrance, California - Daily Camera de Boulder, Colorado - Daily Democrat de Woodland, California - The Daily News de Palo Alto, California - Daily Review de Hayward, California - Denver Post de Denver, Colorado - The Detroit News de Detroit, Míchigan - Ft. Bragg Advocate-News de Fort Bragg, California | - Fort Morgan Times de Fort Morgan, Colorado - Inland Valley Daily Bulletin de Rancho Cucamonga, California - Journal Advocate de Sterling, Colorado - Lake County Record-Bee de Lakeport, California - Lamar Daily News de Lamar, Colorado - Long Beach Press-Telegram de Long Beach, California - Los Angeles Daily News de Woodland Hills, California - Marin Independent Journal de San Rafael, California - Milpitas Post de Milpitas, California - Monterey County Herald de Monterey, California - The Nashua Broadcaster de Nashua, New Hampshire - The Oakland Tribune de Oakland, California | - Orange County Register de Anaheim, California - Oroville Mercury Register de Oroville, California - Pacifica Tribune de Pacifica, California - Paradise Post de Paradise, California - Park Record de Park City, Utah - Pasadena Star-News de Pasadena, California - The Press-Enterprise de Riverside, California - Reading Eagle de Reading, Pensilvania - Red Bluff Daily News de Red Bluff, California - Redlands Daily Facts de Redlands, California - The Reporter de Vacaville, California - San Gabriel Valley Tribune de Monrovia, California | - San Jose Mercury News de San José, California - San Mateo County Times de San Mateo, California - Santa Cruz Sentinel de Santa Cruz, California - Sentinel & Enterprise de Fitchburg, Massachusetts - St. Paul Pioneer Press de St. Paul, Minnesota - The Sun de Lowell, Massachusetts - The Sun de San Bernardino, California - Times-Herald de Vallejo, California - Times-Standard de Eureka, California - Tri-Valley Herald de Pleasanton, California - Ukiah Daily Journal de Ukiah, California - Whittier Daily News de Whittier, California - Willits News de Willits, California |

### Periódicos semanales
Algunos de los semanarios propiedad de la empresa:
| - The Beach Reporter de Hermosa Beach, California - Brooks Community Newspapers, publicando seis periódicos semanales en Connecticut | - Colorado Hometown Weekly, sirve al este del condado de Boulder, Lafayette, Louisville, Superior - Gazette Newspapers, dos periódicos semanales en Long Beach, California - The Greater New Milford Spectrum en New Milford, Connecticut | - Impacto USA, un periódico en español en Long Beach, California - Lake Country Newspapers, varios semanarios en Texas - Mendocino Beacon de Mendocino, California | - Nashoba Publishing, varios periódicos semanales en el norte de Massachusetts - Silicon Valley Community Newspapers, nueve semanarios cerca de San José, California - Texas-New Mexico Newspapers Partnership, incluyendo dos semanarios en Nuevo México |

### Antiguos periódicos
- Fairbanks Daily News-Miner de Fairbanks, Alaska
- Kodiak Daily Mirror de Kodiak, Alaska